# Somerset Apartments
El Somerset Apartments era un edificio de apartamentos ubicado en 1523 East Jefferson Avenue de la ciudad de Detroit, la más importante del estado de Míchigan (Estados Unidos). También se conocía como el Parkcrest Apartment Building. El edificio fue incluido en el Registro Nacional de Lugares Históricos en 1985. Fue demolido en mayo de 2014 después de un incendio devastador.

## Arquitectura
Los Somerset Apartments eran cinco edificios rectangulares interconectados, cada uno de cuatro pisos, construidos en una fila que corría hacia atrás desde Jefferson. Tenía 80 unidades y más de 4.200 m².
La fachada frontal era simétrica, revestida con piedra caliza en el primer piso y ladrillo rojo arriba, con ventanas en arco en el primer piso. La línea del techo tenía una cornisa dentada con un friso blanco debajo.

## Historia
Este edificio de apartamentos fue un excelente ejemplo de arquitectura residencial de clase media de alta calidad de la década de 1920. La edición del 14 de mayo de 1922 de Detroit Free Press enumera a C. Howard Crane como el arquitecto del edificio. 
En la década de 2000, el edificio no se usó y la ciudad de Detroit programó su demolición. The Somerset Apartments sufrió un incendio devastador el 23 de noviembre de 2013. Fue demolido 7 meses después.